# Natalus
Natalus är ett släkte av fladdermöss som ingår i familjen trattöronfladdermöss.
Arter enligt Wilson & Reeder (2005) samt IUCN:
- Natalus espiritosantensis, hittas i östra Brasilien.
- Natalus jamaicensis, är endemisk på Jamaica.
- Natalus lanatus, förekommer i västra och södra Mexiko.
- Natalus major, lever på Hispaniola och Caymanöarna.
- Natalus mexicanus, hittas från sydvästra USA till Panama.
- Natalus primus, är endemisk på västra Kuba och Isla de la Juventud.
- Natalus stramineus, lever på Små Antillerna.
- Natalus tumidirostris, förekommer i norra Sydamerika.

Tre arter som tidigare ingick i släktet listas sedan början av 2000-talet i släktena Chilonatalus och Nyctiellus.
Den största arten är Natalus primus med en vikt upp till 12,5 g. Dessa fladdermöss vilar på dagen i grottor.